# Bréal-sous-Vitré
Bréal-sous-Vitré (bretonisch: Breal-Gwitreg) ist eine französische Gemeinde im Département Ille-et-Vilaine in der Region Bretagne. Sie gehört zum Arrondissement Fougères-Vitré und zum Kanton Vitré. Die Gemeinde zählt 614 Einwohner (Stand: 1. Januar 2022), die Bréalais genannt werden. 

## Geografie
Die Gemeinde Bréal-sous-Vitré liegt zehn Kilometer östlich von Vitré an der Grenze zum Département Mayenne. Umgeben wird Bréal-sous-Vitré von den Nachbargemeinden Erbrée im Norden, Saint-Pierre-la-Cour im Osten, La Gravelle im Südosten, Le Pertre im Süden sowie Mondevert im Südwesten und Westen.
Durch die Gemeinde führt die Route nationale 157.

## Bevölkerungsentwicklung
| Jahr                       | 1962 | 1968 | 1975 | 1982 | 1990 | 1999 | 2010 | 2020 |
| Einwohner                  | 418  | 424  | 407  | 409  | 496  | 530  | 645  | 626  |
| Quellen: Cassini und INSEE |      |      |      |      |      |      |      |      |

## Sehenswürdigkeiten
- Romanische Kirche Notre-Dame-de-l’Assomption (Mariä Himmelfahrt) aus dem 11. Jahrhundert

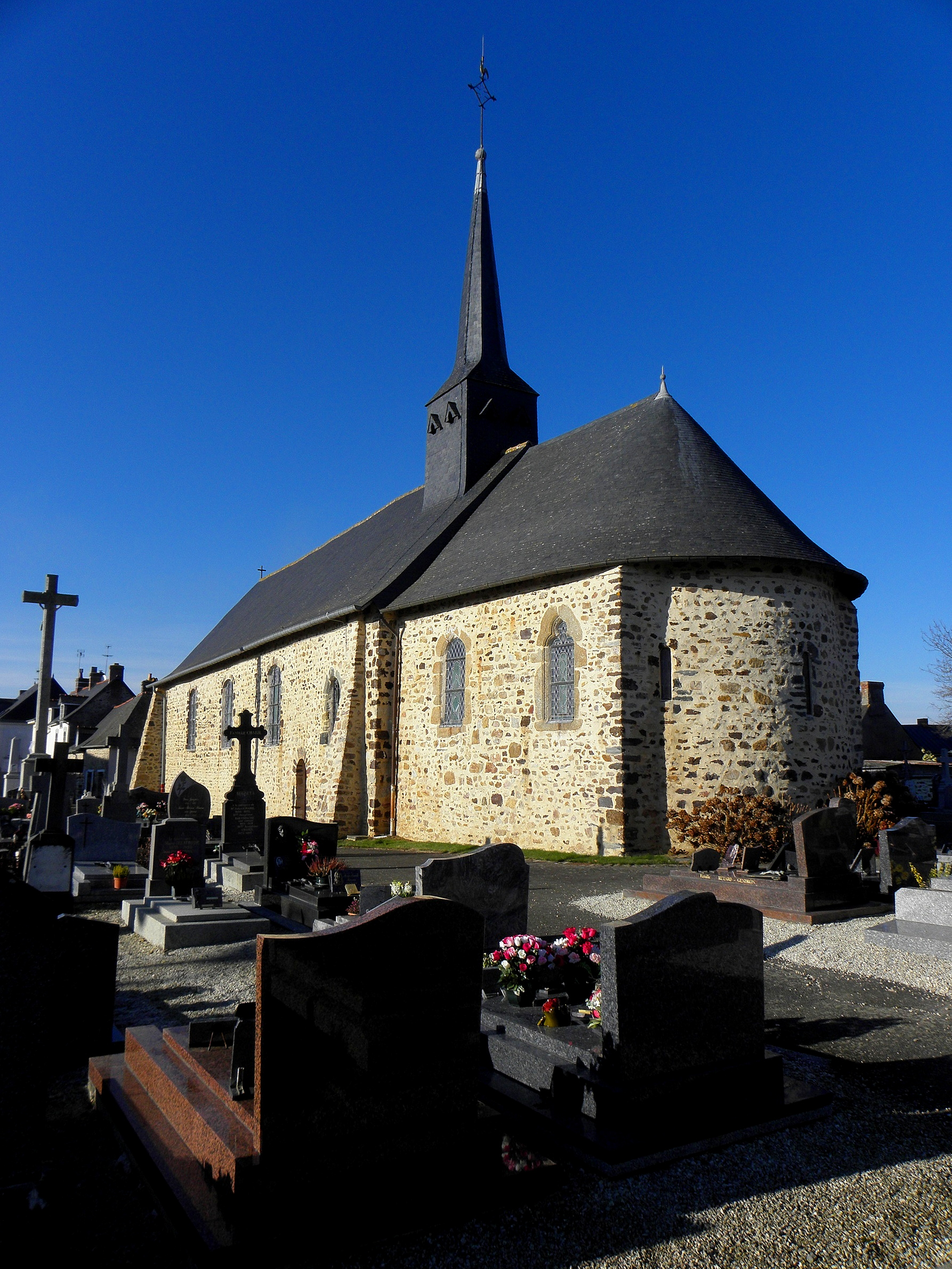
Kirche Notre-Dame-de-l'Assomption
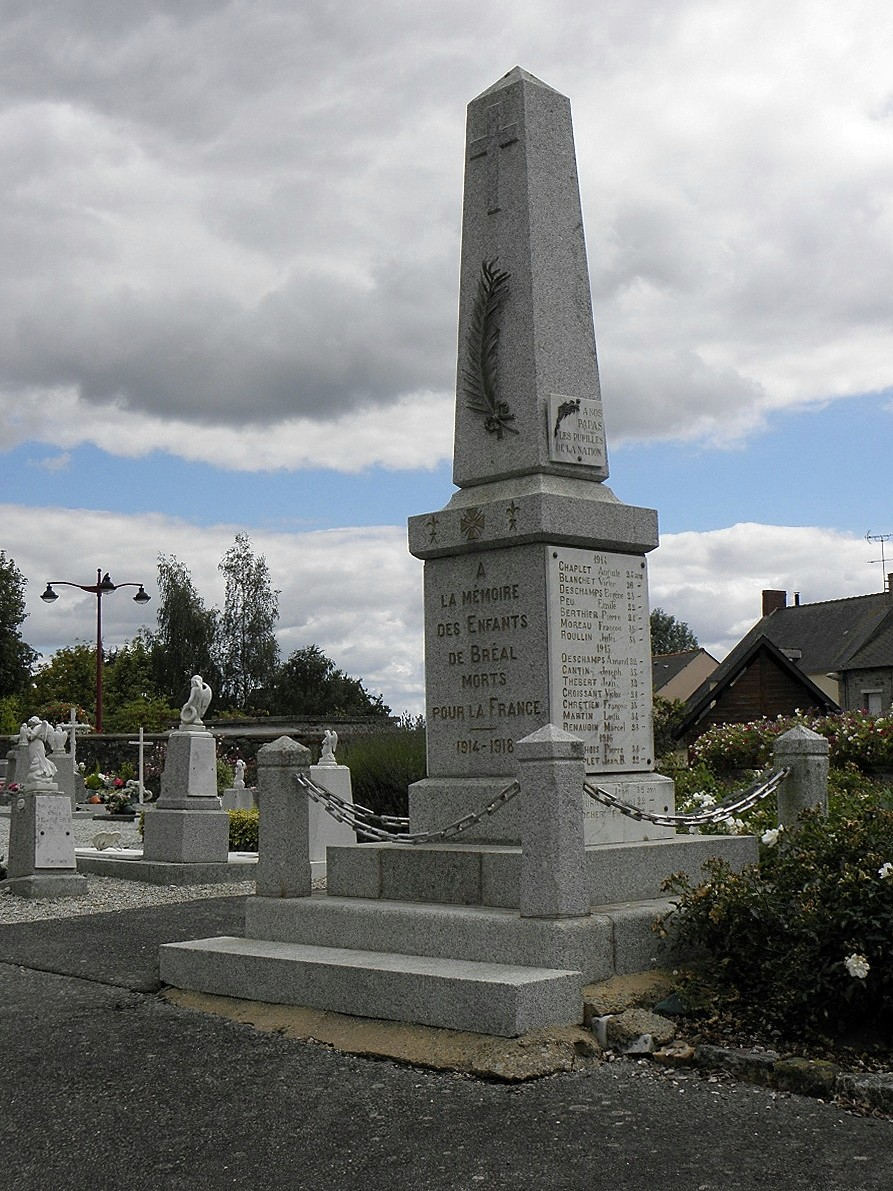
Gefallenendenkmal